# Sundbergska kvartettsällskapet
Sundbergska kvartettsällskapet (officiellt namn ”Eugène Sundbergs kvartettsällskap”) är en kammarmusikförening i Göteborg. Föreningen har sitt ursprung i Eugène Sundberg (1813–1883), som genom sitt testamente 1875 lade grunden för verksamheten. Föreningen bildades den 11 mars 1884, på dagen ett år efter Eugène Sundbergs död. 
Av föreningens ursprungliga stadgar, vilka antogs den 11 mars 1884, framgår bland annat följande:
”Det på grund af donation af framlidne Grosshandlanden Eugène Sundberg stiftade violinqvartettsällskapet, som till minne af stiftaren benämnes ”Eugène Sundbergs Qvartettsällskap”, har till ändamål att genom utförande af kammarmusik, företrädesvis violinqvartetter, upprätthålla och befrämja hågen för denna del af tonkonsten.” (§ 1)

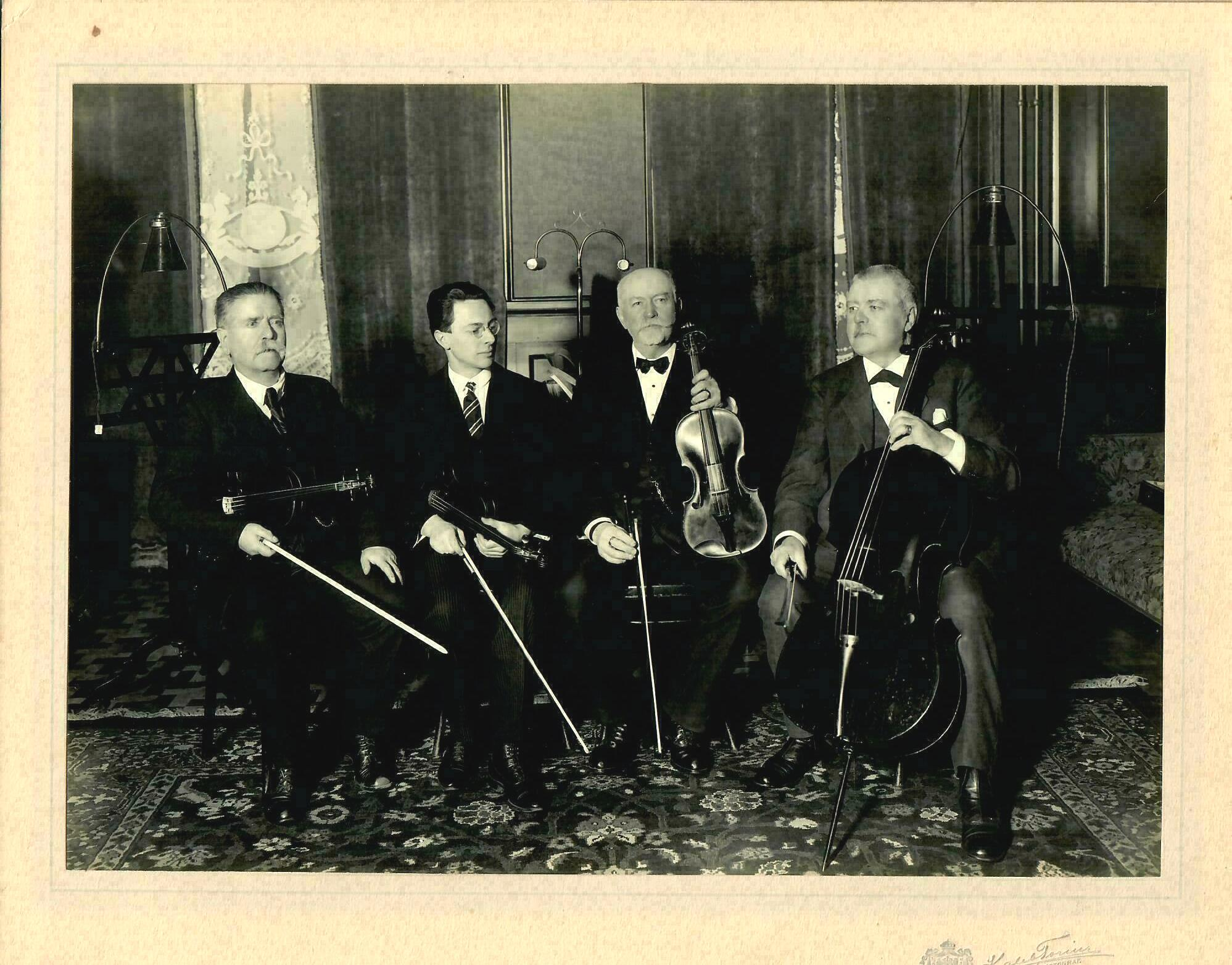
Sundbergsaka Kvartetten - Robert Pokorny (andra från vänster)

Sedan bildandet 1884 har sammankomster hållits regelbundet under perioden september– maj. Till en början träffades man varje vecka men från 1930-talet kom sammankomsterna att hållas allt glesare. Numera träffas man cirka en gång i månaden. Sammankomsterna hölls länge på lokal, ofta Grand Hotel Haglund eller Palace Hotel. Ett allt dyrare krogliv bidrog emellertid till beslutet att hålla sammankomsterna i medlemmars hem. Så har skett sedan 1947, med undantag för den årliga vårfesten.

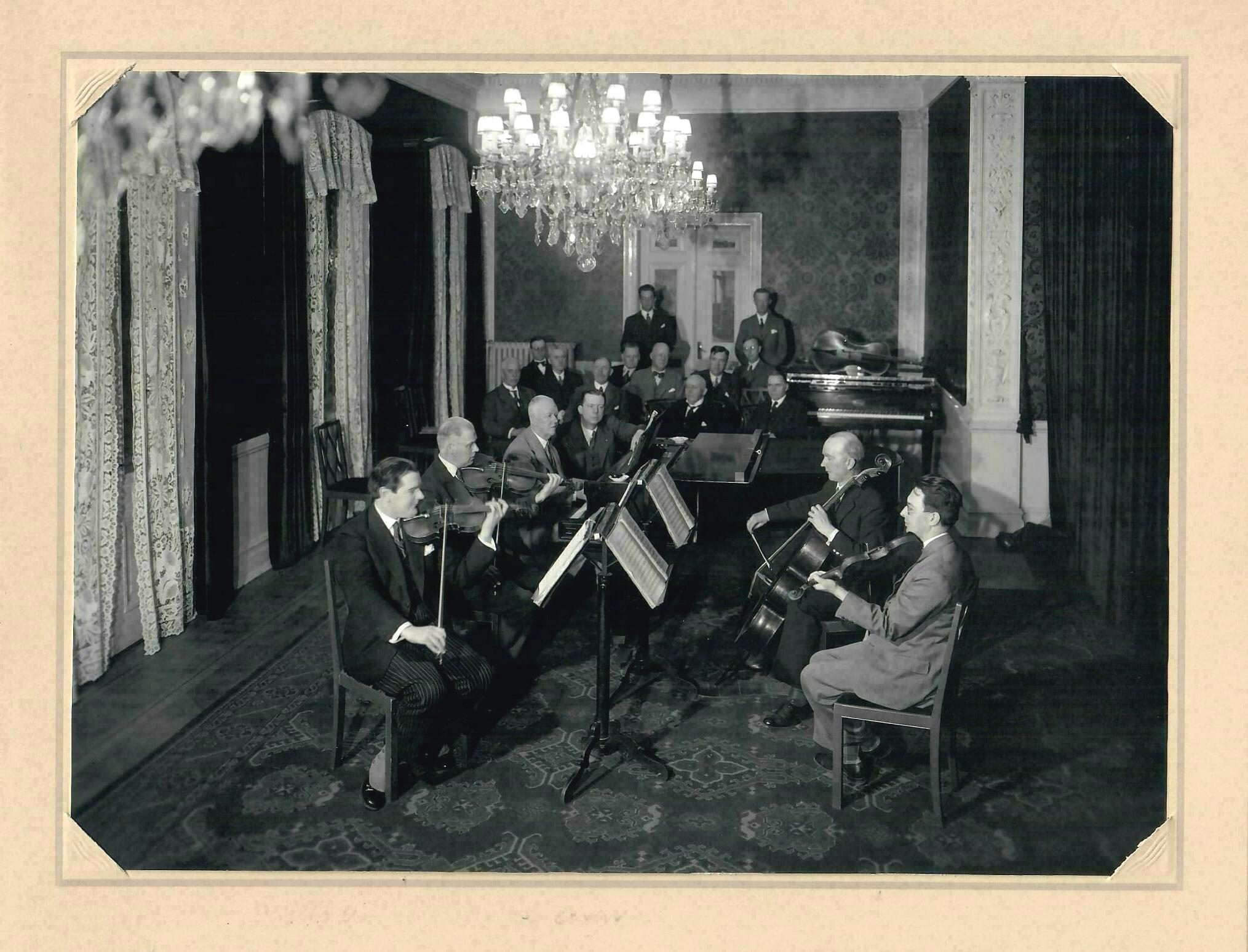
Sundbergska Kvartetten muciserar i Göteborg på 1920-talet

Medlemmarna i föreningen utgörs i huvudsak av amatörmusiker och professionella musiker. Några medlemmar kan anses vara mer renodlade ”lyssnarmedlemmar”.  Medlemsantalet har varierat under årens lopp. För närvarande har föreningen cirka 70 mer eller mindre aktiva medlemmar.